# Algoriste
 (octobre 2020).
Les Algoristes est un groupe d'artistes numériques qui créent des œuvres d'art en s'appuyant sur leurs propres algorithmes, autrement dit, de l'art algorithmique.
En 2023, Judith Guez et Pierre Berger lancent le groupe Facebook  "Les Algoristes" 

## Présentation
Les Algoristes ont commencé à se regrouper à la suite d'une conférence « Art et Algorithmes » au SIGGRAPH en 1995. Le terme a été inventé et défini par Jean-Pierre Hébert, suivant la règle, exprimée ci-dessous en pseudo-code :
```
if (creation && object of art && algorithm && one's own algorithm) {
     include * an algorist *
} else {
     exclude * not an algorist *
}
```

D'après cette définition, l'artiste est censé développer son propre algorithme de génération d'images, de son ou de vidéo, et ne pas simplement assembler la production de logiciels déjà existants. Il est nécessaire d'y avoir un facteur humain. Utiliser un algorithme créé par quelqu'un d'autre, et non le sien propre, comme un générateur de fractales déjà existant, laisserait l'ordinateur dicter la forme du travail final, et ne serait plus une démarche réellement créative. L'algorithme créé par l'artiste fait partie intégrante de la paternité de l'œuvre, en plus d'être un moyen de création.

## Liste d'algoristes (non exhaustive)
- Yoshiyuke Abbe
- Steven C. G. Bell (Royaume-Uni)
- Peter Beyls (Belgique)
- Harold Cohen (Royaume-Uni/USA)
- Charles Csuri (USA)
- Hans Dehlinger (Allemagne)
- Brian Evans (USA)
- Helaman Ferguson (de) (USA)
- Jean-Pierre Hébert (USA)
- Channa Horwitz (USA)
- Yoichiro Kawaguchi (en) (Japon)
- Vera Molnár
- Manfred Mohr
- Ken Musgrave (en) (USA)
- A. Michael Noll (USA)
- Roman Verostko (USA)
- Celestino Soddu (en) (Italie)
- Guillermo Gourdi (Italie)
- Francis Le Guen (France)]